# Madame Web
Cet article concerne le personnage. Pour le film, voir Madame Web (film).
Cassandra Webb, alias Madame Web est une super-héroïne évoluant dans l'univers Marvel de la maison d'édition Marvel Comics. Créé par le scénariste Denny O'Neil et le dessinateur John Romita, Jr., le personnage de fiction apparaît pour la première fois dans le comic book The Amazing Spider-Man #210 en novembre 1980.
Elle est une alliée et protectrice du super-héros Spider-Man. Elle est la grand-mère de la quatrième Spider-Woman, Charlotte Witter.

## Biographie du personnage
Cassandra Webb naît à Salem, Oregon. Atteinte d'une myasthénie, elle est paralysée et aveugle. Son mari Jonathan Webb conçoit un système de soutien vital, comprenant une série de tubes en forme de toile d'araignée auxquels elle est reliée.
Lorsque Spider-Man s'adresse à elle pour l'aider à trouver l'éditeur du Daily Globe, K.J. Clayton (en fait, un usurpateur), Madame Web utilise ses pouvoirs pour l'aider à localiser et à sauver à la fois le vrai et le faux Clayton, mais lui révèle aussi qu'elle a deviné son identité secrète.
Dans l'épisode Rien n'arrête le Fléau !, elle communique avec Spider-Man pour l'aider après que Black Tom Cassidy a demandé au Fléau de la capturer dans l'espoir que ses pouvoirs psychiques pourraient les aider à vaincre les X-Men, mais elle manque de mourir après que le Fléau l'a séparée de son système de soutien vital. Cela déclenche un combat intense entre Spider-Man et Le Fléau, qui est ensuite pris au piège dans du ciment humide dans les fondations d'un site de construction. À la suite du choc dû à la séparation de son système, Madame Web a apparemment perdu le souvenir de l'identité secrète de Spider-Man.
Elle est la grand-mère de la quatrième Spider-Woman, Charlotte Witter.
Elle participe à un rituel mystique connu sous le nom de « Rassemblement des Cinq », devient immortelle et retrouve la jeunesse ainsi que la vue. Pendant un temps, elle est en quelque sorte le mentor de Mattie Franklin, la troisième Spider-Woman, bien que cette dernière ait finalement pris sa retraite.
Après Decimation, elle refait surface et ses pouvoirs psychiques sont intacts. Cependant, depuis House of M elle semble avoir retrouvé son aspect vieilli, même si la myasthénie est guérie ; cela pourrait en effet être considéré comme un effet de Decimation.
Elle revient à nouveau dans The Amazing Spider-Man #600. Regardant vers l'avenir, elle se penche sur l'avenir de Spider-Man, dit voir quelqu'un « défaire la toile du destin » et s'écrie « Ils sont les araignées de chasse. » Après quoi, elle est attaquée par Ana Kravinoff et sa mère, Sasha. Celles-ci la neutralisent, prétendant ensuite « avoir maintenant ses yeux ». Par la suite, elle est de nouveau capturée par Ana et sa mère. Alors qu'elle est liée sur une chaise, elle s'excuse face à une Mattie Franklin alors inconsciente, qui est tuée plus tard par Sasha Kravinoff.
À la fin de Grim Hunt, Madame Web se fait trancher la gorge par Sasha Kravinoff en représailles, car il croyait qu'elle la trompait et qu'elle connaissait les résultats des événements qui ont eu lieu. Avant de mourir, elle lui révèle qu'elle n'est plus aveugle, et passe ses pouvoirs psychiques à Julia Carpenter.

## Pouvoirs et capacités
Cassandra Webb est une mutante dotée de pouvoirs télépathiques, de clairvoyance et qui peut prédire l'avenir (prescience).
- En se concentrant, elle est capable de scanner les pensées d’autres individus ou de projeter ses pensées dans leurs esprits, de percevoir les événements passés et présents auxquels elle n’a pas assisté elle-même (clairvoyance) et de prédire les événements futurs qui ont une forte probabilité de se dérouler (prescience).
- Ses pouvoirs lui servent à travailler en tant que médium professionnel.

## Apparitions dans d'autres médias
Sauf indication contraire, les informations mentionnées dans cette section peuvent être confirmées par la base de données cinématographiques IMDb,  présente dans la section « Liens externes ».Jeux-Vidéo
• Spiderman : Dimensions

### Télévision
- 1994-1998 : Spider-Man, l'homme-araignée, série d'animation américaine
- 2016 : Ultimate Spider-Man, série d'animation américaine

### Cinéma
- 2024 : Madame Web, film américain de S. J. Clarkson, avec Dakota Johnson dans le rôle-titre.